# يعرب (مسلسل)
يَعْرُبْ هو مسلسل سعودي ثقافي وهو أحد منتجات أنتمي من دارة الملك عبد العزيز، يتواكب مشروع أنتمي مع رؤية المملكة 2030، أرادت الدارة من خلال إنتاج مسلسل يعرب أن تقدم تاريخ المملكة العربية السعودية بطريقة حديثة وغير مسبوقة باستثمار عوامل الإثارة والتشويق في المادة التاريخية عبر شخصيات كرتونية والتعريف بالصِلات بين تاريخ المملكة وعمقه الذي يعود إلى تاريخ موقعها الجزيرة العربية.

## نبذة عامة
أنتجت ميركوت مسلسل يعرب كسلسلة كرتونية قصيرة تتمحور حول تاريخ الجزيرة العربية، وكتب السلسلة كل من عبد العزيز المزيني ومالك نجر وكانت تجربة مختلفة وجديدة على الإستديو، وبحسب تصريحات ألقاها مالك نجر للعربية أن أُسلوب مسلسل يعرب أُستلهم من أسلوب الأنمي الياباني، وتحديدًا من أسلوب أعمال المخرج هاياو ميازاكي، وأستهدف المسلسل شريحة جمهور محبي الأنمي من العرب، كانت السلسلة نقلة نوعية للإستديو وأستعدادًا لدخولهم مجال الإنتاج بشكل احترافي.

## أصل التسمية
تم اختيار الاسم «يعرب» أشارة للعمق التاريخي للجزيرة العربية كونها حاضنة تاريخية لأقوام وأمم ومعارك وأسرار وأماكن بعضها قد تم توثيقه والآخر تناقلته الأساطير بين الأجيال وتعود إلى أزمنة سحيقة. وهو اسم لجدٍ عربي قديم.

## القصة
يحكي المسلسل عن أحداث عائلة سعودية محدودة الدخل، وتتكون من يعرب وأخته أسرار وجدهما، تمر العائلة بمغامرات غريبة، مصير يعرب محتوم بأن يواجه الحارث الذي يسعى لدمار العالم، ولكن لا يعرف يعرب عن مصيره.

## الحلقات
بثت إحدى عشرة حلقة على مدار جُزئين من سلسلة، على يوتيوب وكانت الحلقات ذات مواضيع تاريخية تراثية مع طابع كوميدي كرتوني.

### الجزء الأول
| #            | الحلقة     | الحلقة | البث                   |
| ترتيب الحلقة | اسم الحلقة | موضوع الحلقة | تاريخ العرض على يوتيوب |
| ------------ | ---------- | --- | ---------------------- |
| الأولى       | إرم        | تتحدث الحلقة عن إرم ذات العماد، يعرض يعرب باب سحري على أخته أسرار لترفه عن نفسها كوسيلة للسفر ويحذر يعرب أخته من أن تأخذ شيء من المكان وتعود به من خلال الباب، ولكنها تسرق خاتم شداد ابن عاد لتبيعه. | 31 مايو 2018           |
| الثانية      | سلمى       | تتمحور حول أسطورة أجا وسلمى، يظهر ثلاث رجال على يعرب، وإمراة غريبة... يستدعي الرجال يعرب ليحل لهم مشكلة فساد حصاد محصول البطاطس، وتضيَّفَ أسرار المرأة الغريبة. | 3 أغسطس 2018           |
| الثالثة      | سبعة نسور  | تتمحور الحلقة عن نسور لقمان بن عاد(1)، يرتدي يعرب خُوذة محارب قديم ويظهر طائر ضخم غريب مع جد يعرب وأسرار. | 4 أكتوبر 2018          |
| الرابعة      | جديس       | تتمحور عن أسطورة جديس وزرقاء اليمامة، بعد أن تسببت أسرار عن غير قصد بإتلاف عين المارد في الجهاز الذي يستخدمه يعرب للحصول على صورة أي مكان في أي زمان، فأضطر يعرب لجلب عين أخرى. | 16 نوفمبر 2018         |
| الخامسة      | قيدار      | تتمحور عن مملكة قيدار، يمرض جد أسرار ويعرب، ويشكي يعرب من كوابيس تعيق عليه مجرى حياته لتسببه في هلاك شعب زرقاء اليمامة أثناء مهمته لجلب عين مارد أخرى، فيقرر العودة إلى المكان حيث أبادهم، وهناك تبدأ حبكة الحلقة بعد ما أسرت ملكة قيدار كل من يعرب وأسرار بعد جريمته فيذهب يعرب في مهمة لقتل العنقاء والتكفير عن ذنب قتل زرقاء اليمامة وشعبها. | 28 ديسمبر 2018         |

### الجزء الثاني
| #            | الحلقة         | الحلقة | البث                   |
| ترتيب الحلقة | اسم الحلقة     | موضوع الحلقة | تاريخ العرض على يوتيوب |
| ------------ | -------------- | --- | ---------------------- |
| السادسة      | الفاو          | تدور الأحداث في منطقة الفاو الأثرية، يحاول يعرب فهم وصية جده الذي قتل العنقاء بدلًا من يعرب لينقذ حياته... وقد كان يتمتم قبل وفاته "بالفاو…"، ويعثر يعرب على لوحة أثرية مرسومٌ هو عليها، وفيها كرة سوداء تشبه الكرة التي قتلت شعب جديس، وتبدو اللوحة أنها نبؤة لشيء سيئ سوف يحصل.... | 28 يونيو 2019          |
| السابعة      | سنمار          | يضطر يعرب للوصول إلى مخترع الكرة سنمار، لان عين المارد رفضت طباعة صورة للمكان والزمان الذي في صورة اللوحة الجدارية، يذهب يعرب للصحراء ليسأل الصعاليك عن مكان سنمار، يُقابل يعرب شخصًا عجوزًا في طريقة لإيجاد سنمار في العلا في مسكن ذي الشرى، يُضيَّف العجوز يعرب ويتحدث معه، ويسأله يعرب عن مكان مسكن ذي الشرى لكنه يجيبه بأنه لا يعرف وثم يعطيه إجابة مُبهمة ويخبره العجوز بأنه تشرف بمعرفته ويعرف بنفسه على أن اسمه الحارث. | 28 يونيو 2019          |
| الثامنة      | السموأل        | بعد عثور يعرب على سنمار، يذهبان للإطمئنان على مكان كُرة العدم السلاح الذي بمقدوره القضاء على العالم، خبء سنمار الكرة عند السموأل سيد حصن الأبلق. حتى لا تقع في يد الأشرار، وبينما يطمئن سنمار ويعرب عن الكرة يباغتهم الحارث. وتجد أسرار قطعة فخارية مكتوبٌ عليها عبارات بخط المسند(2). | 5 يوليو 2019           |
| التاسعة      | طُريفة          | يصل غُراب سنمار إلى العرافة طُريفة(3)، فتعرف العرافة أن هناك أمرًا قد حصل لسنمار فتتجه إليه. | 12 يوليو 2019          |
| العاشرة      | المُواجهة       | يعد سنمار وطريفة ويعرب خطة لمواجهة الحارث قبل أن يدمر العالم. | 19 يوليو 2019          |
| الحادية عشر  | الحلقة الاخيرة | تسعى طريفة وأسرار لإيقاظ يعرب من غيبوبته، بعدما طعنه الحارث. | 29 يوليو 2019          |

## الشخصيات

### الشخصيات الرئيسية
- يعرب، شاب في العشرينيات وهو بطل المسلسل.
- أسرار، فتاة في 16 من عمرها وهي أخت يعرب.
- الجد، جد يعرب وأسرار يقطن معهم في نفس المنزل.
- الحارث، يمثل الشر في المسلسل.

### شخصيات تاريخية
- شداد ابن عاد.
- أجا وسلمى.
- لقمان بن عاد.
- زرقاء اليمامة.
- العنقاء.
- سنمار.
- السمؤال.
- طُريفة.
- الجني شمهروش

### شخصيات ثانوية
- عين المارد.
- الجني الأزرق.
- موت
- سنورة
- ماجد

## موسيقى البرنامج
أُلفت بعض الموسيقى الخاصة بالبرنامج، والتي أعطته طابع خاص مميز عن باقي أعمال أستديو ميركوت.

### المقاطع الموسيقية المنشورة
قام مالك نجر بنشر مقاطع موسيقية لبرنامج يعرب على حسابه في منصة ساوند كلاود.
- Music from Yaarub
- Ya'arub - A Magical Place
- Inside a Whale - Ya3rob St(4)
- Ya3rob main theme

## المشاركون في العمل

### الأداء الصوتي
- نورالدين القلالوة
- رامي القلالوة
- رأفت القلالوة
- رغد بيدس
- دلال البسام
- عبد الله سعيد
- سامت قول
- اليكس توين
- عمر الغامدي

### كُتاب الأحداث والسيناريو
- عبد العزيز المزيني
- مالك نجر
- يزيد القرني

### التحريك
- عماد البحرة

## هوامش
1. نسور لقمان الحكيم هي أسطورة تاريخية متداولة. وتناولت الحلقة الثالثة من يعرب ظهور لنسر لُبد مع جد يعرب وأسرار، وتبدأ ظواهر غريبة بالحدوث ويفقد الناس صوابهم -حكمتهم-، تحمي الخوذة يَعْرُبْ من التأثير الذي عم بالناس، يحاول يعرب معرف سبب تواجد النسر لُبد وتصحيح الأوضاع، راجع شداد بن عاد ومقالة لقمان بن عاد على مشروع ويكي مصدر الشقيق.
2. خط المسند أو الخط الحميري يسمّيه المستشرقون خط النصب التذكارية هو نظام كتابة قديم للغة العربية تطور في اليمن جنوب الجزيرة العربية.
3. طريفة بنت الخير الحميرية هي كاهنة قيل أنها من أصول يمنية قصتها متداولة تاريخيًا.
4. المقطع الموسيقي Ya'arub - A Magical Place هو نفسه Inside a Whale - Ya3rob St، ويحتمل أنه نشر بالخطأ تحت عنوان آخر.